# Important Bird Area
Een Important Bird and Biodiversity Area (IBA) is een gebied dat door BirdLife International erkend is als internationaal belangrijk leefgebied voor wilde vogels. Wereldwijd zijn er in 2013 meer dan 12.000 IBA's erkend in 218 verschillende landen. De aangewezen gebieden zijn groot genoeg om in hun geheel te beschermen en onderscheiden zich van omliggende natuurgebieden door hun grote belang als leefgebied voor vogels.
IBA's zijn vaak reeds beschermde gebieden die onder het regiem van de natuurbeschermingswetgeving van een land vallen. Er zijn echter ook landen waarin dit niet het geval is. Bij sommige IBA's ontbreekt iedere vorm van wettelijke bescherming.

## Criteria voor toekenning
De aanwijzing geschiedt volgens vaste criteria waarover internationaal consensus is bereikt. Zo moet er minstens aan een van de volgende criteria worden voldaan:
- A1. De aanwezigheid van op wereldschaal bedreigde vogelsoorten

Daarvoor moet bekend zijn dat er een populatie vogelsoorten verblijft die op de Rode Lijst van de IUCN de status ernstig bedreigd (kritiek), bedreigd of kwetsbaar hebben. De aanwezigheid, ongeacht de grootte in aantal, van een ernstig bedreigde soort is al voldoende voor een kwalificatie als IBA. Voor kwetsbare soorten geldt een drempelwaarde met een minimumaantal om voor de IBA-status in aanmerking te komen.
- A2. Soorten met een beperkt verspreidingsgebied

Het gebied moet in oppervlakte voldoende zijn als leefgebied van één of meer inheemse vogelsoorten en daar voorkomen in aantallen waarbij duurzaam overleven mogelijk is.
- A3. Soorten die afhankelijk zijn van een bepaald bioom

In het gebied bevindt zich één of een aantal vogelsoorten die deel uitmaken van een verzameling soorten van fauna en flora die kenmerkend zijn voor een leefgebied met een bepaalde topografie. Voorbeelden van biomen zijn (ongerepte) tropische bossen, loofbossen, naaldbossen, graslanden, woestijnen en toendra's.
- A4. Concentraties van vogels
  - i. Dit criterium betreft vooral watervogels zoals ecologisch gedefinieerd volgens de Conventie van Ramsar. Meestal wordt het aantal gesteld op de aanwezigheid van minstens 1% van de wereldpopulatie.
  - ii. Een speciaal criterium voor zeevogels dat wordt ontleend aan diverse wetenschappelijke studies.
  - iii. Dit criterium komt overeen met een eerder in de Conventie van Ramsar vastgelegd criterium (no. 5), maar toepassing wordt ontraden als aan A4i of A4ii kan worden voldaan.
  - iv. Dit criterium betreft een gebied met trekvogels op doortrek waarvan bekend is dat dit gebied een flessenhals vormt op de trekroute.

Inmiddels is gebleken dat deze criteria, zoals vastgesteld door deskundigen, niet betrouwbaar genoeg zijn om te voorkomen dat vogelsoorten in hun bestaan bedreigd worden en dat er rekenmodellen zijn ontwikkeld waarmee beter kan worden bepaald waar de gebieden liggen die er werkelijk toe doen om de overleving van vogelpopulaties te garanderen.

## Voorbeelden

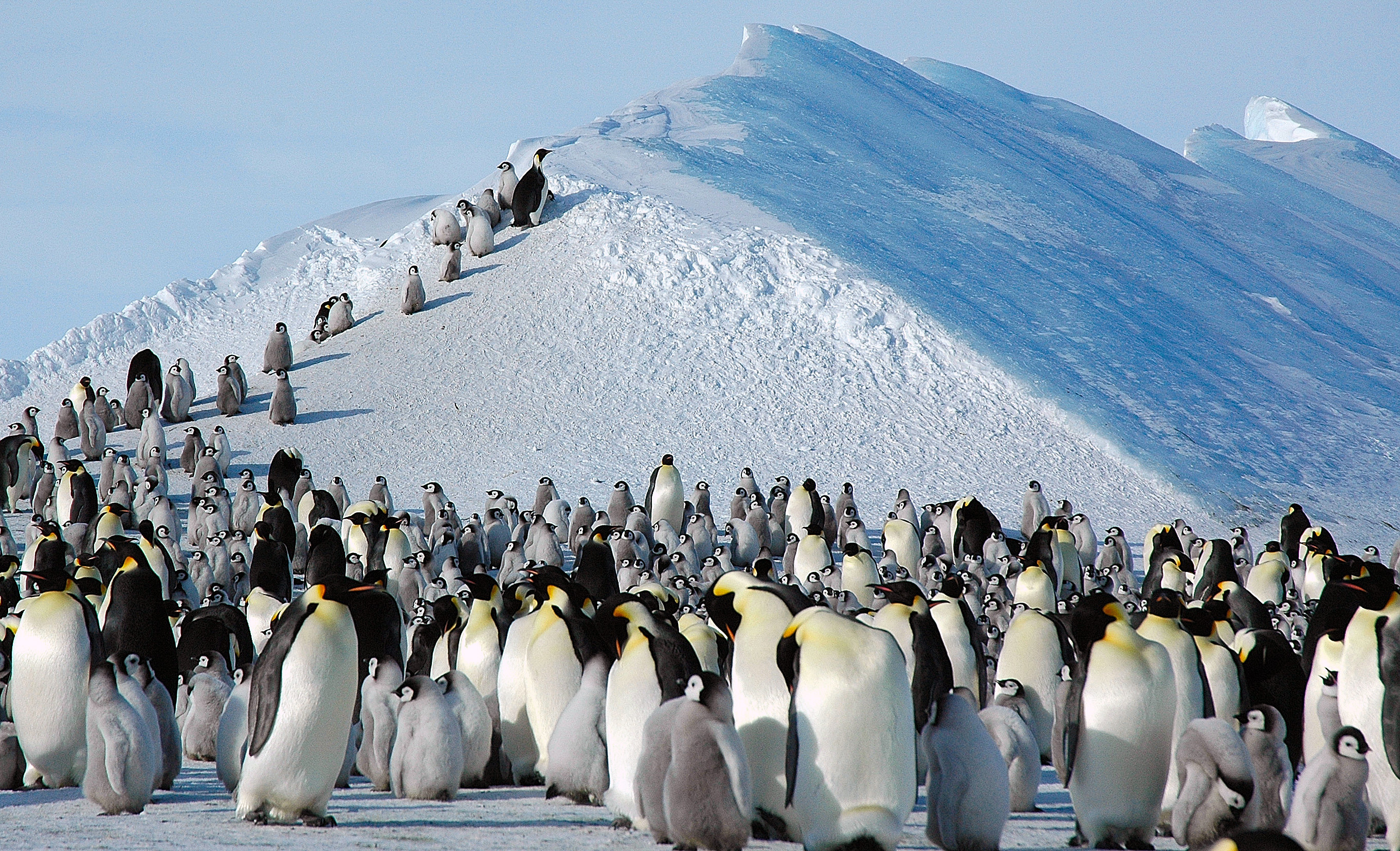
Snow Hilleiland voor de kust van het Antarctisch Schiereiland
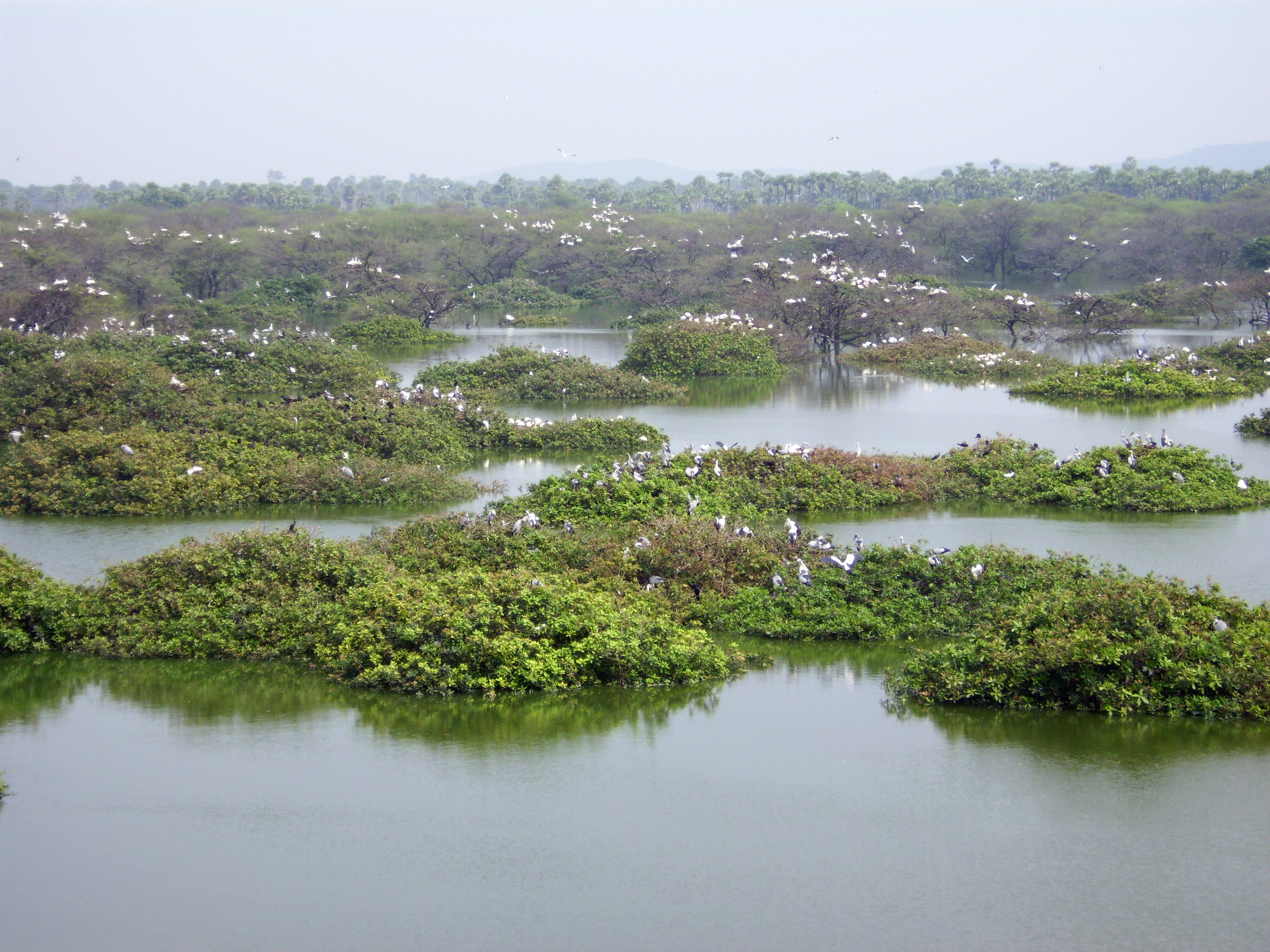
Het vogelreservaat Vedanthangal in Tamil Nadu, India
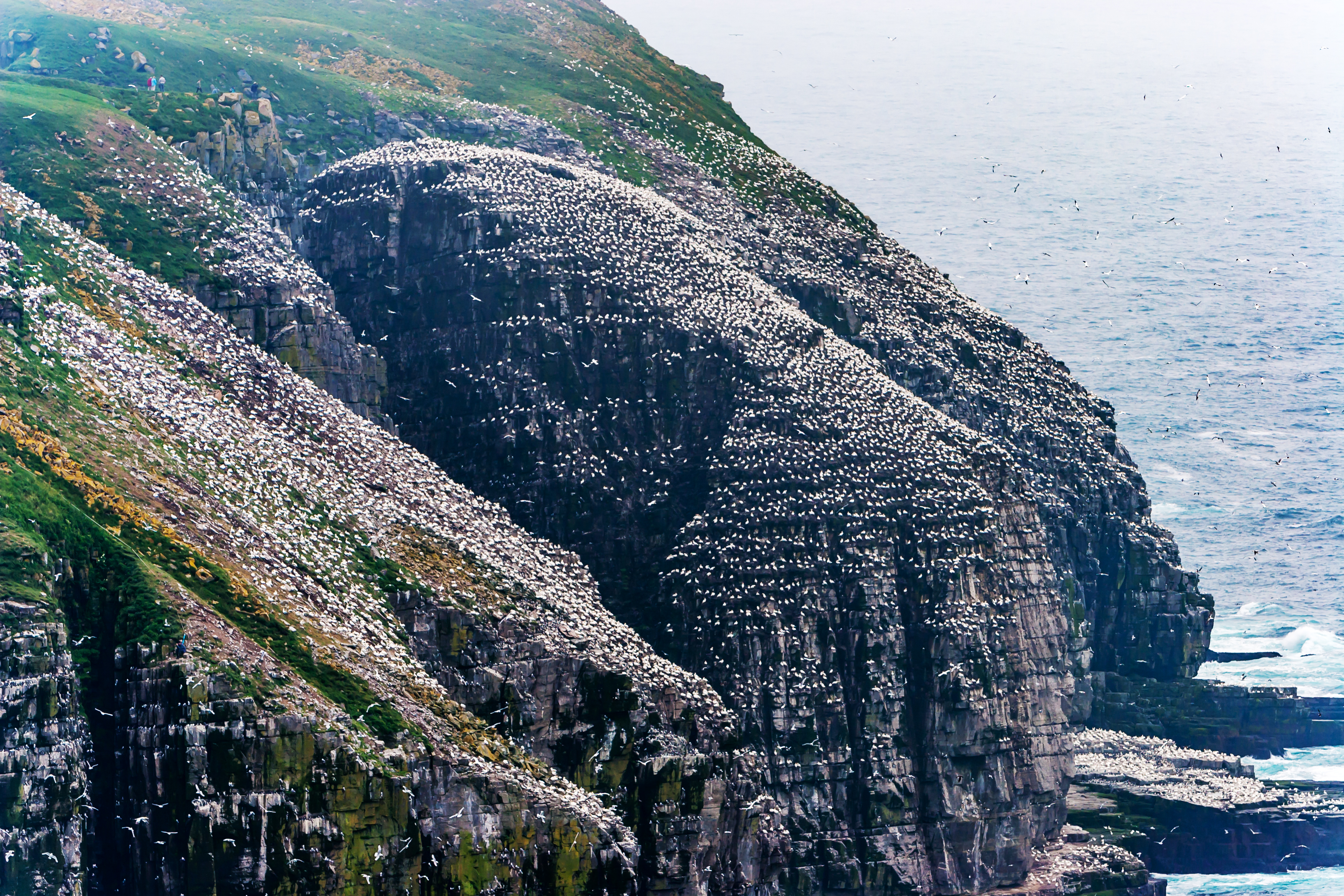
Het Ecologisch Reservaat Cape St. Mary's op het Canadese eiland Newfoundland